# 釈迦堂パーキングエリア

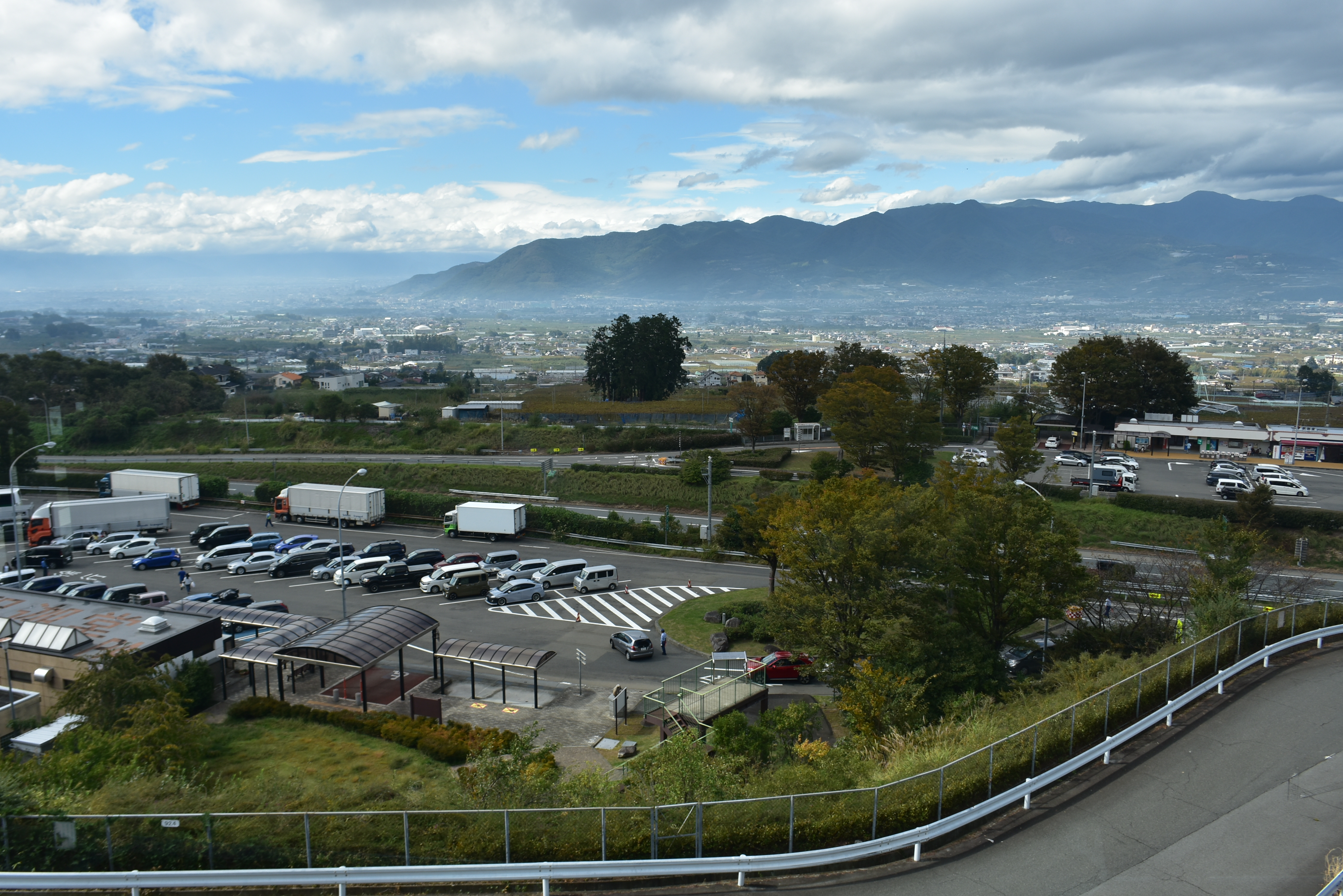
釈迦堂遺跡博物館から見た釈迦堂パーキングエリア（2018年〈平成30年〉10月6日撮影）

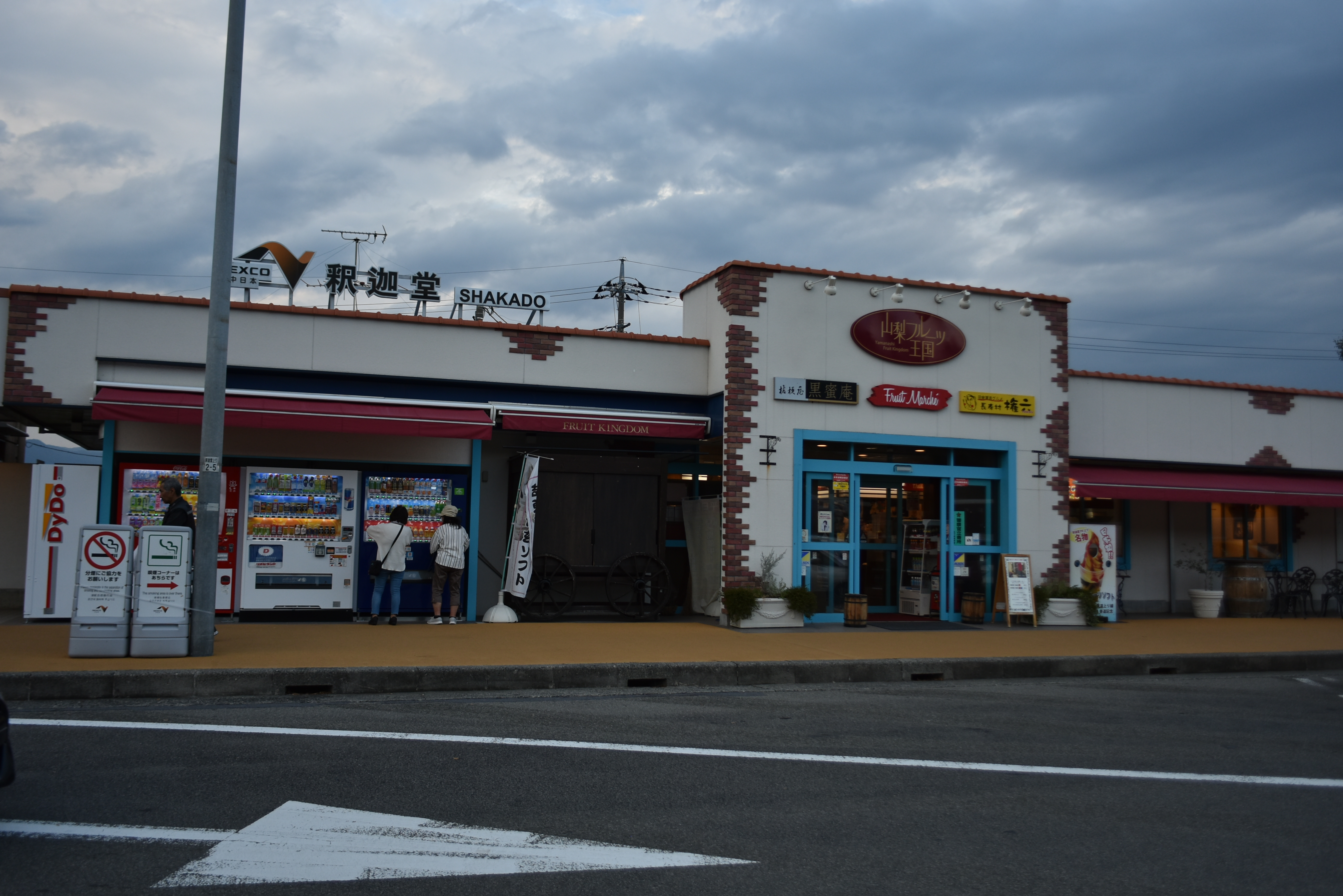
上り線施設（2018年〈平成30年〉10月10日撮影）

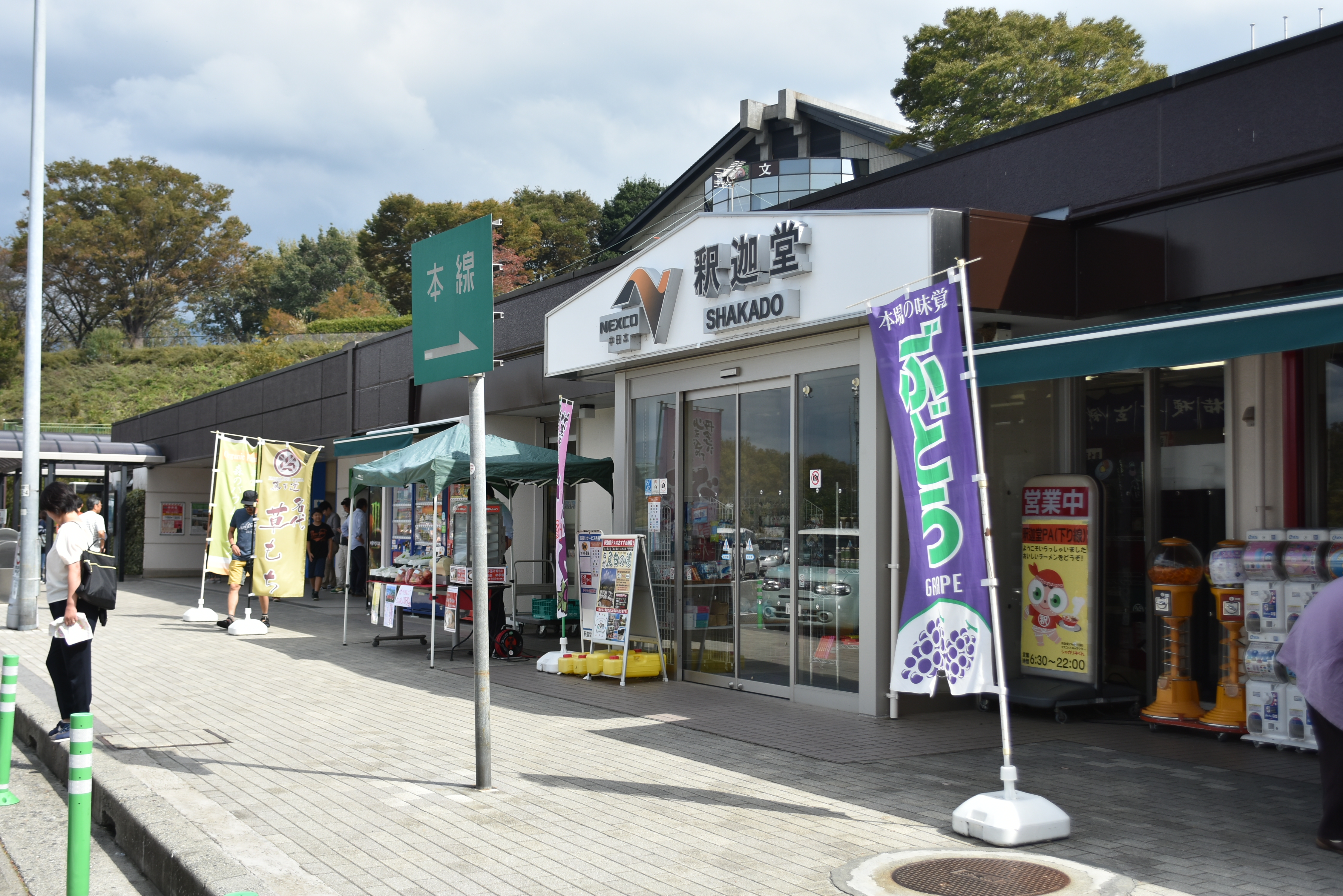
下り線施設（2018年〈平成30年〉10月6日撮影）

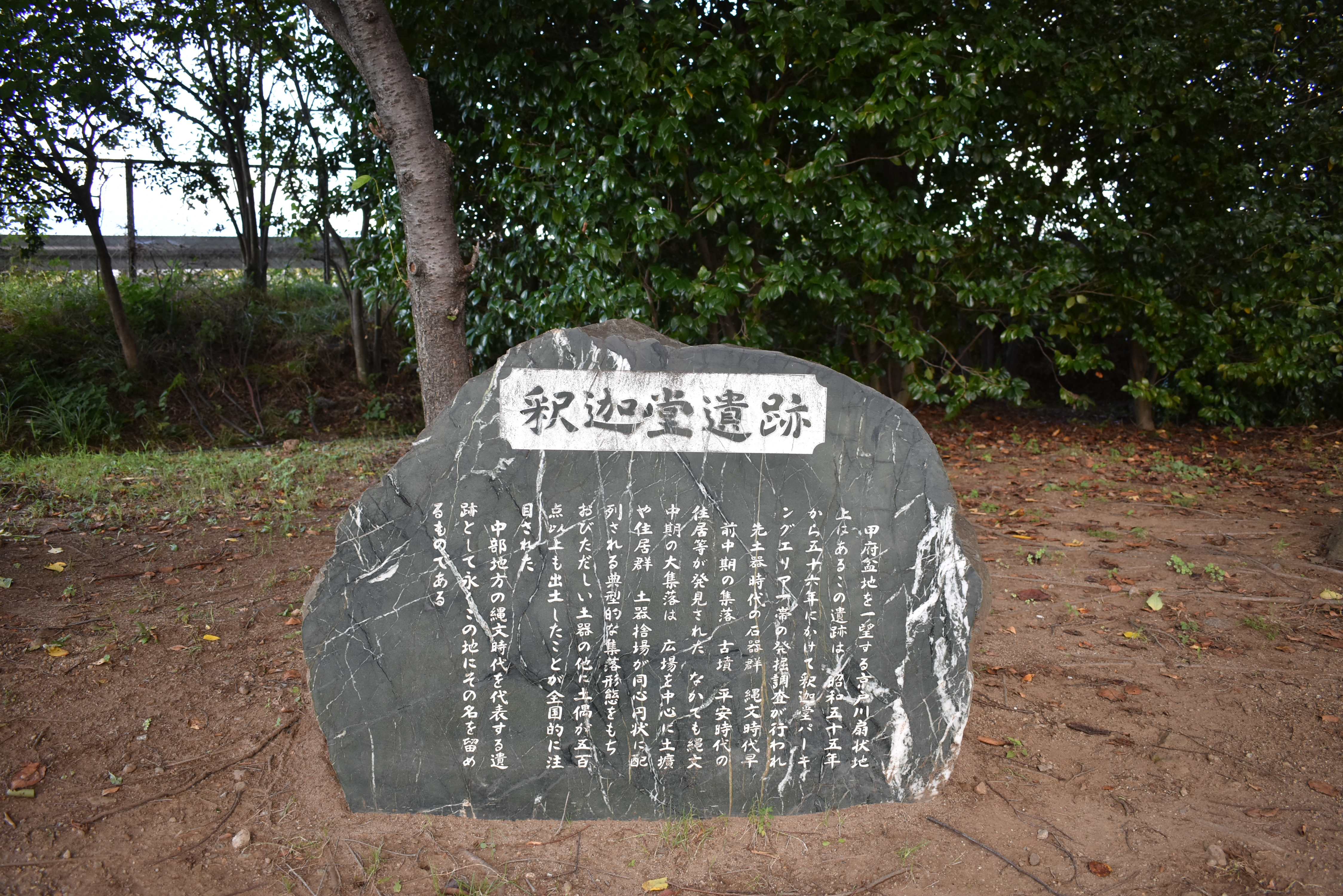
上り線エリアにある「釈迦堂遺跡」の石碑（2019年〈令和元年〉9月7日撮影）

釈迦堂パーキングエリア（しゃかどうパーキングエリア）は、中央自動車道上にあるパーキングエリアである。
上り線施設（高井戸方面）は山梨県甲州市、下り線施設（小牧方面）は同県笛吹市の区域にそれぞれ位置している。
近くには中央自動車道建設の際、付近にて発掘された遺跡を展示する釈迦堂遺跡博物館があり、PA内からアクセスできる。
PA内に釈迦堂バスストップを併設しており、この項で述べる。

## 道路
- E20 中央自動車道[1]

## 施設

### 上り線（東京・河口湖方面）
上り線施設は桔梗信玄餅で知られる桔梗屋が運営しており、「山梨フルーツ王国」の愛称がある。施設周辺はモモ畑やブドウ畑が広がる。
- 駐車場
  - 大型 - 11台
  - 小型 - 49台[1]
  - トレーラー - 2台
  - 身体障害者用 - 3台[1]
  - バイク用あり
- トイレ
  - 男性 - 大3[1]（和式1・洋式2）・小10[1]
  - 女性 - 10[1]（和式3・洋式7）
    - 同伴の男児用 - 1

  - 車椅子用 - 1
- スナック（7:00 - 22:00）[1]
- ショッピング（7:00 - 22:00）[1]
- 自動販売機

### 下り線（長野・名古屋方面）
下り線施設は山梨県中巨摩郡昭和町に本社を置く株式会社アルプスが運営している。釈迦堂遺跡博物館が下り線施設に近接しているため、上り線よりも立寄率が高い。
- 駐車場
  - 大型 - 11台
  - 小型 - 50台[1]
  - トレーラー - 2台
  - 身体障害者用 - 3台
  - バイク用あり
- トイレ
  - 男性 - 大3[1]（和式1・洋式2[2]）・小10[1]
  - 女性 - 10[1]（和式3・洋式7[2]）
    - 同伴の男児用 - 1[2]

  - 車椅子用 - 1[2]
- スナック（6:30 - 22:00）[1]
- ショッピング（6:30 - 22:00）[1]
- 自動販売機[2]

## 沿革

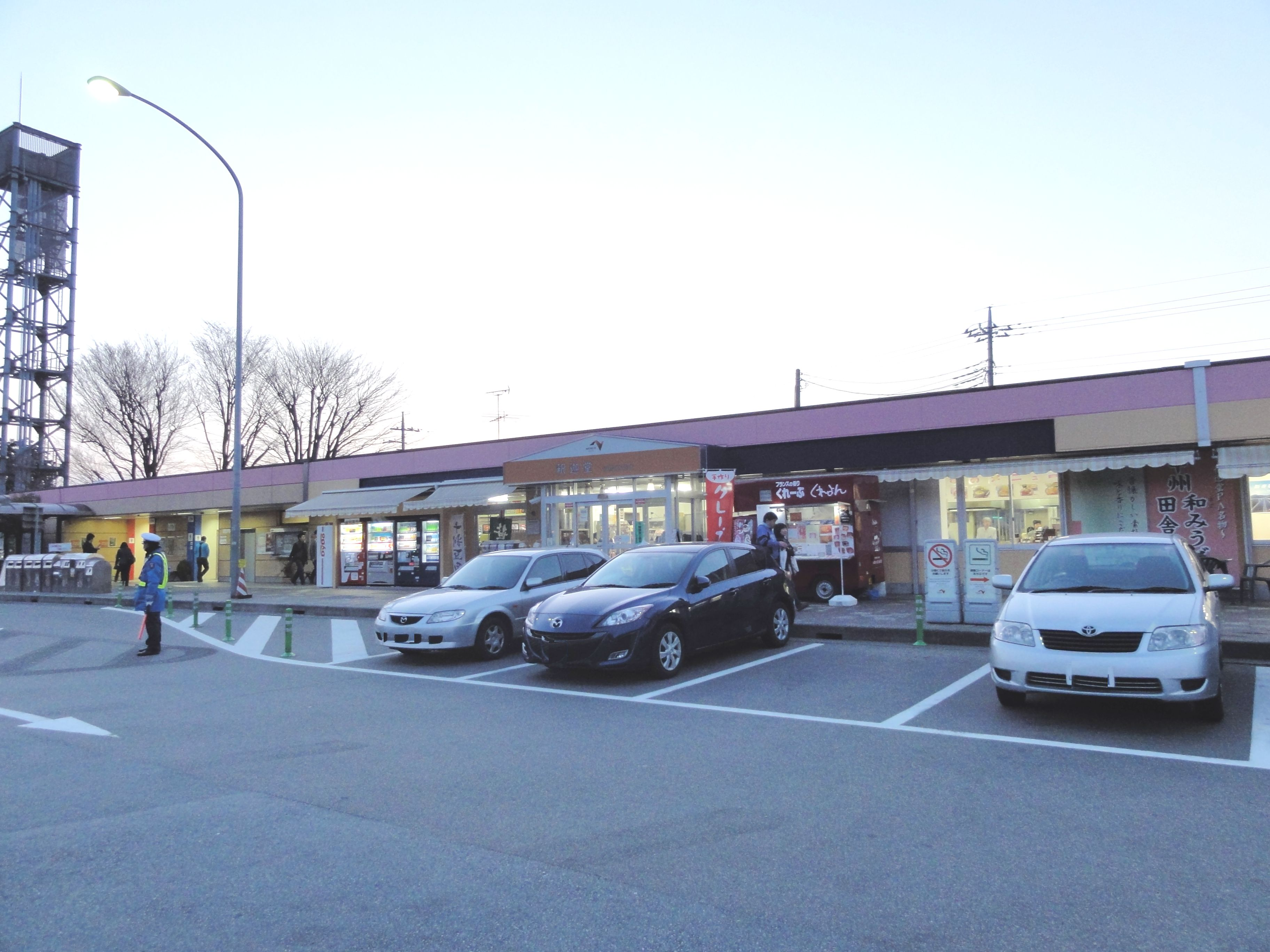
旧上り線施設

- 1982年（昭和57年）11月10日 - 勝沼IC - 甲府昭和ICの開通に伴い、PAとBSを供用開始。
- 2010年（平成22年）5月27日 - 下り線施設をリニューアル[7]。
- 2012年（平成24年）12月2日 - 笹子トンネル天井板落下事故による通行止めの影響で、上り線の営業を休止。
- 2012年（平成24年）12月29日 - 対面通行での通行再開により、営業を再開。
- 2013年（平成25年）7月13日 - 上り線施設をリニューアル[4]。

## 釈迦堂バスストップ

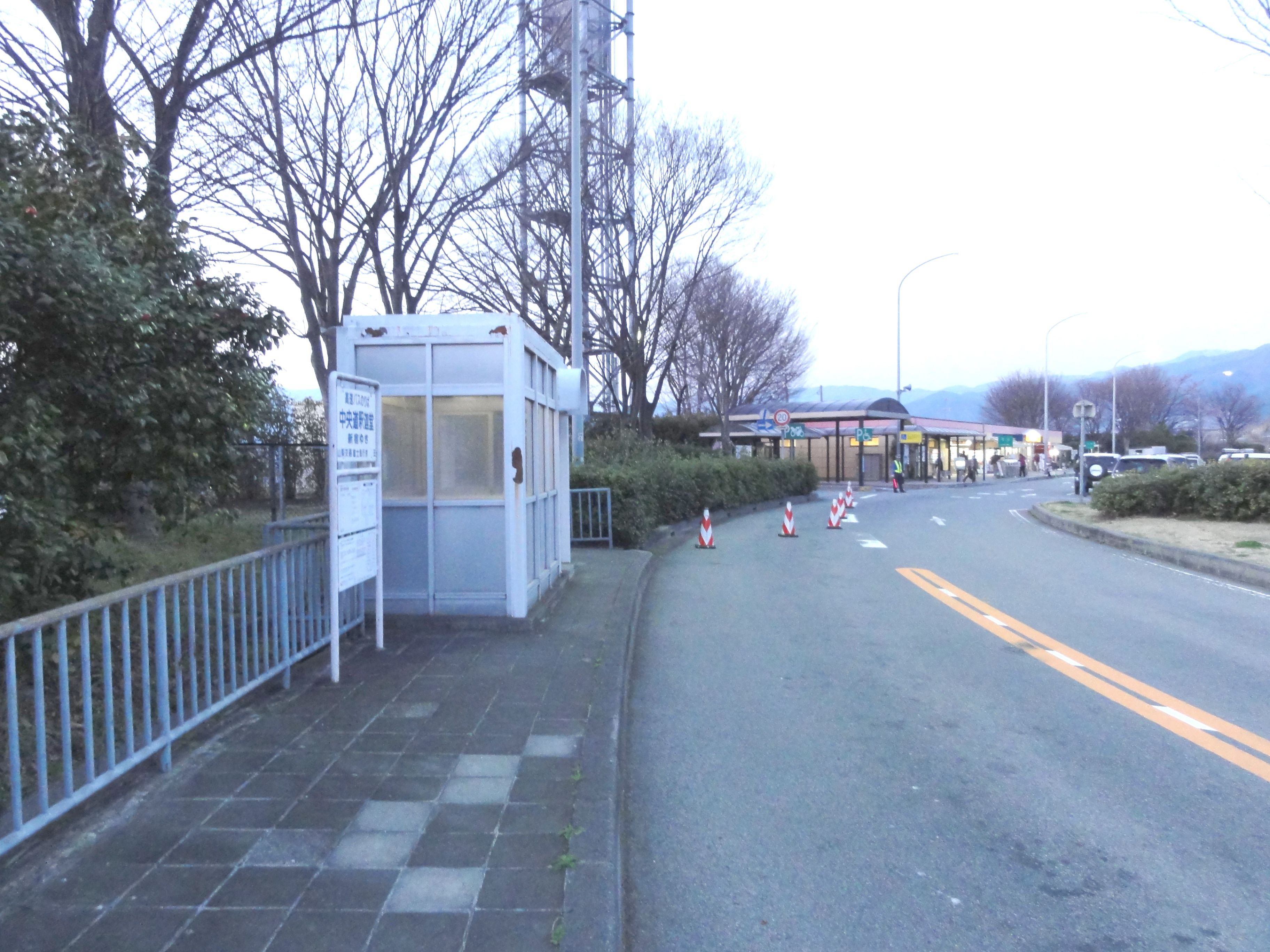
上りバス停

釈迦堂バスストップは、釈迦堂パーキングエリアに併設されている中央自動車道のバス停留所である。
バス事業者では「中央道釈迦堂」と案内している。

### 停車する路線
- 中央高速バス甲府線（甲府南経由）（山梨交通・富士急バス・京王バス）

中央道甲斐大和 - 中央道釈迦堂 - 中央道甲斐一宮

### 交通アクセス
- JR中央本線勝沼ぶどう郷駅から甲州市市民バスぶどうコースに乗車、釈迦堂入口バス停より徒歩5分。

## 隣
E20 中央自動車道
(12) 勝沼IC - 釈迦堂PA - (13) 一宮御坂IC